# Arthus Bertrand (entreprise)
Pour les articles homonymes, voir Arthus-Bertrand.
 (septembre 2024).
Arthus Bertrand (orfèvre, médailleur, bijoutier et joaillier) est une entreprise française créée en 1803 à Paris par Claude Arthus-Bertrand.
Elle conçoit et réalise des bijoux, des médailles, des décorations civiles et militaires pour la France ainsi que des distinctions étrangères, ordres et mérites pour d'autres pays. Arthus Bertrand fabrique également des épées d'académiciens et des pièces d'orfèvrerie.
Elle frappe la médaille de la Légion d'honneur et grave le grand collier de la Légion d'honneur porté par les Présidents de la République Française.
En 2023, environ 140 artisans travaillent dans ses ateliers de production en Anjou.

## Historique

### L'union de deux familles
En 1803, Claude Arthus-Bertrand (1769-1840), commandant du troisième bataillon de la onzième légion de la garde républicaine, passionné d'expéditions scientifiques, fonde une librairie. Il publie de nombreux récits de voyage comme Le Voyage autour du monde de Louis Isidore Duperrey, et devient l'éditeur officiel du ministère de la Marine,. En 1816, il est nommé Chevalier de l'ordre royal de la Légion d'honneur.
Michel-Ange Marion, (1803-1885), propriétaire d'une entreprise de broderies et insignes militaires, à Paris qui confectionne les drapeaux pour l'armée, ornés du nom de l'unité à laquelle appartiennent les soldats, réalise des décorations militaires, qui à l'époque sont brodées à même les uniformes. En 1861, Michel-Ange Marion est nommé chevalier de la Légion d'honneur. L'entreprise devient fournisseur officiel de l'empereur (Napoléon III) et des ministères.
En 1862, Claude, le petit-fils de Claude Arthus-Bertrand épouse Marie-Adelina, la fille de Michel-Ange Marion. En 1889, Claude prend la tête du commerce de son beau père, revend la librairie à Augustin Challamel ; la société Arthus-Bertrand se développe dès lors autour de la broderie, la confection de drapeaux et la fabrication d'insignes civils et militaires, elle participe aux grandes expositions internationales, expérimente et innove avec les découvertes d'Henri Sainte-Claire Deville sur le nouvel alliage léger constitué d'aluminium. Claude et Marie-Adelina ont un fils, Michel-Ange Arthus-Bertrand, qui dirige ensuite l'entreprise.
En 1910, Michel-Ange Arthus-Bertrand décide de regrouper les ateliers vers celui ouvert en 1890 sur la place Saint-Germain-des-Prés à Paris et ouvre une boutique à cette adresse.

### L'entre-deux-guerres
En 1915, l'entreprise remporte le concours de la création de la croix de guerre gravée par Émile Lindauer
,,.
En 1925, la société est dirigée par le fils de Michel-Ange Arthus-Bertrand, André, qui crée une collection de médailles de baptême et se lance dans la fabrication de bijoux.
Dans l'entre-deux-guerres, la société conclut des contrats avec les sculpteurs  César et Arman et des artistes comme Fernand Léger, ou plus récemment Niki de Saint-Phalle.— À l'occasion du bicentenaire (bicentenaire = 200 ans, à l’occasion des 20 ans peut-être ?) de la statue de la Liberté, l'entreprise confectionne une série limitée de répliques d'après les moules originaux de l'artiste,, Auguste Bartholdi, qui avait été collaborateur de l'entreprise, —.
Jusqu'à la Seconde Guerre mondiale, la société réalise principalement des médailles.
En 1940, l'entreprise reproduit des bijoux anciens en bronze doré issus des collections du musée du Louvre ainsi que des musées nationaux,. Arthus Bertrand possède alors 600 points de vente. Pendant les années 1990, la société fournit encore les boutiques des musées nationaux.
Pendant la Seconde Guerre mondiale, André Arthus-Bertrand est décoré de l'ordre de la Francisque. À la fin de la guerre, le général Jean de Lattre de Tassigny commande de nouvelles décorations militaires,.
L'entreprise est reprise par les trois fils d'André Arthus-Bertrand. Henri dirige la société dans les années 1980. L'entreprise investit de nouveaux marchés. L'entreprise s'oriente vers la conception et fabrication des épées d'académiciens.
Le 3 décembre 1963, le général de Gaulle instaure l'ordre national du Mérite. À cette occasion, il souhaite créer une médaille. De Gaulle passe commande auprès d'Henri Arthus-Bertrand, La maison est chargée de fabriquer la médaille de l'ordre national du Mérite. C'est le graveur Max Leognany qui la réalise. Henri Arthus-Bertrand reçoit à son tour cette décoration en 1966.

## Savoir-faire
Pour réaliser ses créations, Arthus Bertrand emploie des dessinateurs, médailleurs, brodeurs, joailliers, sertisseurs, émailleurs, argenteurs. De leur savoir-faire résulte la qualité des pièces. Certaines opérations comme la gravure, l'émaillage et le polissage sont effectuées manuellement. Les artisans travaillent de nombreux métaux précieux ainsi que des matériaux fragiles comme la nacre.
Dans les ateliers, la machine de gravure au laser et la fraiseuse à commandes numériques côtoient la presse à estamper qui date de 1924.
25 étapes sont nécessaires pour confectionner une médaille. La fabrication débute avec le trait de crayon du dessinateur. Une sculpture est ensuite réalisée en terre ou en plâtre afin de confectionner un moule en bronze ou résine. La création est numérisée puis reproduite sur une matrice. Le sculpteur intervient éventuellement pour peaufiner le résultat et faire ressortir les finitions. Puis, lorsque la matrice est installée sur des presses de 300 à 2 000 tonnes, la médaille est frappée plusieurs fois afin d'obtenir le résultat voulu (estampage). Lors de la finition, divers traitements permettent d'apporter de la brillance à l'objet. Enfin, la médaille est polie à l'aide d'une patine.

## Économie
En 1994, l'entreprise réalise 40 % de son chiffre d'affaires avec les objets promotionnels (notamment les pin's), 30 % avec la bijouterie et l'horlogerie, et 30 % avec les médailles et insignes militaires.
En 1998, Arthus Bertrand compte 180 salariés et enregistre 150 millions de francs de chiffre d'affaires.
En mai 1999, Arthus Bertrand rachète le même jour deux entreprises de Saumur : Balme et Pichard, spécialisées dans la fabrication de médailles. Pichard-Balme devient alors une filiale du groupe Arthus Bertrand. Spécialisée dans la confection de médailles, décorations et objets précieux, elle dispose de deux sites de production à Saumur et Allonnes.
En 2002, Arthus Bertrand compte 300 salariés et réalise 37 millions d'euros de chiffre d'affaires. Nicolas Arthus-Bertrand et son frère Benoît sont à la tête de l'entreprise.
En 2005, l'entreprise compte 250 points de vente en France. Un an plus tard, elle réalise 34 millions d'euros de chiffre d'affaires. Elle dispose d'un réseau de 250 détaillants répartis sur toute la France. Arthus Bertrand compte également trois magasins : deux à Paris et un à Lille, ouvert en décembre 2007.
En 2010, Gil Piette devient directeur général d'Arthus Bertrand.
En 2012, Arthus Bertrand rachète l'entreprise A.Augis, spécialisée dans la réalisation de bijoux pour enfants. La fabrication est regroupée dans les ateliers d'Arthus Bertrand.
En 2012, la famille Guerrand-Hermès participe au capital de l'entreprise à hauteur de 45 %. Elle est l'une des trois branches de la famille Hermès,.
En octobre 2012, Nicolas Arthus-Bertrand, PDG et cousin du photographe Yann Arthus-Bertrand, cède la place à Gil Piette, à la tête de l'entreprise. Celui-ci détient 10 % de l'entreprise. Gil Piette est le premier PDG d'Arthus Bertrand extérieur à la famille. Il continue d'être accompagné par Nicolas et Benoît Arthus-Bertrand. Le nouveau PDG envisage alors d'augmenter le chiffre d'affaires de 34 à 45 millions d'euros en cinq ans, tout en doublant ses résultats.
En 2012, Arthus Bertrand réalise 34 millions d'euros de chiffre d'affaires pour un résultat net de 1,1 million d'euros.
En 2013, Arthus Bertrand accroît son activité de sous-traitance pour les entreprises de luxe. Le groupe met en avant la fabrication française de ses produits et la possibilité de confectionner des petites séries.
Le groupe assure la moitié des ventes de médailles en France. Chaque année, le groupe commercialise 115 000 médailles. La filiale Pichard-Balme assure 65 000 ventes par an et A.Augis 30 000. Arthus Bertrand, enregistre 20 000 ventes par an.
En 2014, Arthus Bertrand ouvre une nouvelle boutique à Lille.
En 2014, l'entreprise travaille pour une quarantaine de pays. L'export représente 35 % du chiffre d'affaires de l'entreprise. La clientèle d'Arthus Bertrand est composée d'habitués et de personnalités médiatiques.
Arthus Bertrand dispose de 15 établissements à fin octobre 2018.

## Produits
En 2014, Arthus Bertrand confectionne des médailles, des décorations, de la bijouterie, joaillerie et de l'orfèvrerie.

### Médailles et décorations
Parallèlement aux décorations militaires françaises et étrangères, Arthus Bertrand peint et brode à la main des drapeaux d'apparat.
L'entreprise réalise également des médailles religieuses et civiles. En 2007, Dassault Aviation fait frapper une médaille à l'occasion de la certification de son nouvel appareil : le Falcon 7X. Un an plus tard, la maison grave des étiquettes à bagage en métal pour les entreprises.
En 2008, l'entreprise se concentre sur trois activités. La première est celle des médailles et décorations militaires. Parallèlement à la France, Arthus Bertrand fournit une cinquantaine de pays.
En 2009, Arthus Bertrand crée une médaille pour les bacheliers. Plus de 5 000 exemplaires sont vendus la première année. En 2014, près de 50 000 médailles sont écoulées.
Arthus Bertrand réalise également des médailles de baptême et plus généralement des bijoux de naissance.

### Bijouterie
Les médailles constituent la principale collection d'Arthus Bertrand. Arthus Bertrand se spécialise dans la joaillerie, par exemple avec la bague Princess,. Dans cette création, le diamant est serti comme une couronne. Un autre bijou est la manchette Rencontre, sorti des ateliers début 2014.
L'entreprise confectionne également des bracelets, des manchettes, des sautoirs, des colliers…

### Horlogerie
Arthus Bertrand commercialise aussi des pièces d'horlogerie. En 2009, l'entreprise présente une série de montres en argent. La pièce principale de cette collection est un chronographe à quartz équipé d'un cadran noir et d'un boîtier poli en argent 925.

### Le grand collier de la Légion d'honneur
En 1953, Arthus Bertrand se voit confier la réalisation du grand collier de la Légion d'honneur,. L'entreprise conçoit le modèle dans les ateliers en région parisienne,. Il est réalisé à partir des dessins de Raymond Subes, ferronnier, et du décorateur André Arbus.
Le grand collier de la Légion d'honneur est porté par chaque président de la République française lors de la cérémonie d'investiture. Le premier président à l'arborer est Vincent Auriol le 1er décembre 1953, le dernier Emmanuel Macron.
À chaque élection présidentielle, ce collier est confié aux ateliers pour y graver le nom du nouveau président de la République au dos d’un médaillon représentant un symbole de l'armée française.
Le grand collier de la Légion d'honneur pèse 952 grammes et est composé de seize médaillons. Sur chacun d'eux se trouve un symbole de la Nation, ainsi que le nom du président avec les dates de prise et de fin de fonction. Alors que le nom de Jacques Chirac est gravé sur deux médaillons, l'un symbolisant l'artillerie (deux fusils croisés), l'autre l'infanterie (grenade), celui de Nicolas Sarkozy se trouve derrière une ancre, représentant la marine. Le nom de François Hollande est quant à lui gravé derrière un médaillon représentant une tête de cheval, symbole des blindés. Ces médaillons entourent les lettres H et P représentant les mots « honneur » et « patrie ».
En 2012, l'entreprise est considérée comme la spécialiste des médailles et décorations. Les militaires français et étrangers portent toujours des insignes fabriquées par l'entreprise.

### Les épées d'académiciens
Parallèlement aux insignes, drapeaux et décorations militaires, l'entreprise réalise des bâtons de commandement ainsi que des épées d'académiciens.
L'entreprise conçoit la plupart des épées des membres de l'Académie française.
Chaque épée nécessite trois à quatre mois de travail. Elles sont gravées des symboles représentant la vie et la carrière de l'académicien.

### Épinglettes
En 1983, Nicolas Arthus-Bertrand entre dans l'entreprise après avoir passé 25 ans dans la publicité. Il oriente alors l'entreprise vers la fabrication d'objets promotionnels.
En 1986, Nicolas Arthus-Bertrand lance la mode des pin's en France à l'occasion du tournoi de Roland-Garros. La demande pour ces objets progresse. Un an et demi plus tard, l'entreprise fabrique plus d'un million d'épinglettes par mois.
En 1990, 240 millions de pièces sont importées en France.
La mode des pin's en France dure jusqu'aux Jeux olympiques d'Albertville en 1992. Cette année-là, Arthus-Bertrand réalise la moitié de son chiffre d'affaires avec les épinglettes. Mais la mode passe et les ventes s'effondrent. Alors qu'elles représentent 120 millions de francs en 1992, elles chutent et passent à 40 millions l'année suivante.
L'entreprise réalise trois acquisitions en 1993. La société rachète deux concurrents sur le marché des médailles, ainsi que la marque d'horlogerie Emerich & Merson pour renforcer les activités de bijouterie et joaillerie d'Arthus-Bertrand.

### Trophées et médailles souvenir
En 2002, Arthus Bertrand confectionne des drapeaux d'apparat, des médailles civiles et militaires, des épées d'académiciens, des pin's, des bijoux et des montres. L'entreprise réalise également des trophées sportifs comme celui de la coupe d'Europe des Nations, l'America's Cup ou du rallye Louis Vuitton Classic.
En 2003, l'entreprise se lance dans la fabrication de médailles souvenir. Arthus Bertrand conçoit également les distributeurs destinés à les vendre. L'entreprise est alors réputée pour ses créations et la qualité de ses médailles. Plusieurs millions de médailles souvenir sortent des ateliers de production en 2013.
En 2003, la société existe depuis deux siècles.
En 2012, Arthus Bertrand frappe et commercialise les décorations militaires et civiles françaises dont la médaille d'honneur du travail, les Légions d'honneur ainsi que la dernière décoration officielle française : la médaille d'honneur de la santé et des affaires sociales (décret 2012-169 du 2 février 2012). L'entreprise réalise également l'ordre national du Mérite, des médailles étrangères ainsi que les épées d'académiciens.
En 2014, l'entreprise continue de fabriquer des objets promotionnels (porte-clés, stylos, sabliers…). Arthus Bertrand obtient le label Entreprise du patrimoine vivant, qui récompense les sociétés françaises aux savoir-faire artisanaux d’excellence
En 2014, 240 ouvriers travaillent dans les ateliers en Anjou et à Palaiseau. Cette même année, Arthus Bertrand produit 5 millions de pièces (médailles, horlogerie, épées, décorations militaires et civiles, orfèvrerie, bijouterie).